# Deutsche Gesellschaft für Technische Bildung
Die Deutsche Gesellschaft für Technische Bildung e. V. (DGTB) ist eine Vereinigung zur Förderung des Technikunterrichts und der Technikdidaktik in Forschung und Lehre.

## Ziele
Als technikdidaktische Fachgesellschaft verfolgt die DGTB vor allem folgende Ziele:
- Förderung der Technischen Bildung, insbesondere in allen Schularten und Schulstufen des allgemein bildenden Schulwesens,
- Unterstützung der fachunterrichtswissenschaftlichen Forschung und Lehre im Bereich der Technikdidaktik,
- Erfahrungsaustausch über Ansätze, Probleme und Realisierungsformen Technischer Bildung im Unterricht,
- Förderung der Aus- und Weiterbildung von Lehrern im Bereich Technischer Bildung,
- Pflege der Beziehungen zu in- und ausländischen Organisationen, die ähnliche oder gleiche Ziele verfolgen.

## Gründung
Angeregt durch Beratungen und Ergebnisse des Deutschen Symposiums zur Allgemeinen Technischen Bildung im März 1995, wurde auf Initiative von Burkhard Sachs die DGTB am 3. Mai 1996 in Freiburg gegründet.
Bei der Namensgebung wurde bewusst die Festlegung auf einen bestimmten technikdidaktischen Ansatz vermieden, denn dies hätte möglicherweise zur Ausgrenzung derjenigen geführt, die integrative Ansätze verfolgen (z. B. Arbeitslehre, Sachunterricht), gleichwohl aber an der Klärung technikdidaktischer Fragen und an der Förderung technikspezifischen Unterrichts interessiert sind, wie etwa die GATWU.

## Vorsitz, Vorstand, Geschäftsführung
- Erster Vorsitzender (seit September 2013): Christian Wiesmüller
- Vorstandsmitglieder: Maja Jeretin-Kopf (2. Vorsitzende), Bernd Borgenheimer (Schatzmeister), Thomas Möllers (Schriftführer), Wilfried Schlagenhauf (Beisitzer), Andreas Hüttner (Beisitzer), Volker Torgau (Beisitzer)
- Geschäftsführung: Stefan Kruse

## Referate
Es werden sechs Arbeitsbereiche („Referate“) mit je spezifischen Aufgaben ausgewiesen:
- Grundsatzfragen (Leitung: Wilfried Schlagenhauf)
- Lehrerbildung (Leitung: Thomas Möllers)
- Nachwuchsforum (Leitung: Timo Finkbeiner)
- Technikbiographien (Leitung: Maja Jeretin-Kopf)
- Gender (Leitung: Maja Jeretin-Kopf)
- Publikationen (Leitung: Martin Binder)

## Arbeitsschwerpunkte
Ziel der Gesellschaft ist es, die technische Bildung als unverzichtbaren Bestandteil einer zeitgemäßen Allgemeinbildung in das gesellschaftliche Bewusstsein zu rücken.
Der Arbeitsschwerpunkt liegt im Bereich aller Schulstufen des allgemeinbildenden Schulwesens; darüber hinaus sollen Bezüge zur beruflichen und außerschulischen Bildung geklärt und gefördert werden.
Die Ziele der Gesellschaft konkretisieren sich insbesondere durch
- die Durchführung von Tagungen, Seminaren und Kongressen
- fachdidaktische und unterrichtspraktische Informationen und Dokumentationen
- Erarbeitung, Sammlung und Verbreitung von Unterrichtsvorschlägen und praktischen Hilfen für den Technikunterricht
- Förderung des wissenschaftlichen Nachwuchses im Bereich der Bildungsforschung mit dem Schwerpunkt Technische Bildung.
- bildungspolitische Initiativen
- Förderung des internationalen Erfahrungsaustauschs

## Tagungen
Seit der Gründung finden jährliche Fachtagungen statt, in denen jeweils aktuelle Themen der Technikdidaktik referiert und diskutiert werden. Insofern spiegeln die Tagungsthemen auch die Brennpunkte der technikdidaktischen Diskussion wider:
- 1997 Umweltprobleme in der Technischen Bildung (Halle (Saale))
- 1998 Nachwuchsforum Technikdidaktik (Freiburg i.Br.)
- 1999 Neues Lernen mit Neuen Mitteln  (Ludwigsfelde)
- 2000 Praxis und Theorie in der Technischen Bildung (Wilhelmshaven)
- 2001 Technische Bildung für das ganze Leben (Bayreuth)
- 2002 Nachwuchsforum Technikdidaktik (Münster)
- 2003 Bildungsstandards und Qualitätssicherung in Schule, Hochschule und Studienseminar (Berlin)
- 2005 Technikunterricht und Berufsorientierung (Flensburg)
- 2007 Handlungskompetenz in der technisierten Welt (Essen)
- 2008 Guter Technikunterricht (Münster)
- 2009 Inhaltsfelder und Themen zeitgemäßen Technikunterrichts (Karlsruhe)
- 2010 Inhalte zeitgemäßen Technikunterrichts – Strukturierung und Präzisierung (Potsdam)
- 2011 Internationale Tagung  Technische Bildung im Verhältnis zur naturwissenschaftlichen Bildung (Basel/Schweiz)
- 2012 Unterrichtsmethoden des Technikunterrichts (Wolfsburg)
- 2013 Technische Bildung von Anfang an – zusammen mit der Stiftung Haus der kleinen Forscher (Berlin),
- 2014 Technische Bildung und MINT – Chance oder Risiko? (Oldenburg)
- 2015 Technik: Wirklichkeitsbereich und Bildungsgegenstand (Ingolstadt)
- 2016 20 Jahre DGTB – Technische Bildung gestern, heute, morgen (Freiburg)
- 2017 Lernorte technischer Bildung (Frankfurt a. M.)
- 2018 Lernen in der schönen neuen Technikwelt (Magdeburg)
- 2019 Technikunterricht: handfest und geistreich. Der Beitrag technischer Bildung zur kulturellen Bildung (Flensburg)
- 2020 Leben mit der Technik. Welche Technik wollen 'Sie'? (online: Host: Paderborn)
- 2021 Technik: Verstehen wir, was wir nutzen!? (Mannheim)
- 2022 Technikunterricht – konkret (Reutlingen)
- 2023 Teilhabe an gesellschaftlicher Transformation stärken: Der Beitrag der Arbeitsbezogenen und der Technischen Bildung (Potsdam) (Gemeinsam mit der Gesellschaft für Arbeit, Technik und Wirtschaft im Unterricht e.V.)